# Гомстедський страйк
Гомстедський страйк (англ. Homestead Strike) — страйк на Гомстедському сталеливарному заводі у місті Гомстед штату Пенсільванія у червні — листопаді 1892 року, що став одним з найгостріших конфліктів у історії робітничого руху США кінця 19 століття. Причиною страйку став локаут, оголошений 30 червня у відповідь на протести робітників, що входили до Об'єднаної асоціації робітників залізоробної й сталеливарної промисловості, проти вимоги компанії щодо зниження заробітної плати. У страйку взяли участь близько 8 тисяч чоловік. 12 липня у місто були введені війська. Однак робітники продовжували боротьбу до 20 листопада. Страйк зазнав поразки, значну роль в якій відіграла відмова керівництва Американської федерації праці підтримати страйкарів.

## Гомстедський металургійний завод
Гомстедський металургійний завод було збудовано у невеличкому місті Гомстед, штат Пенсільванія, на початку 1880-х років. 1883 року його придбав бізнесмен Ендрю Карнеґі. Завод став частиною його металургійної компанії Carnegie Steel Company. Завод, який спочатку був орієнтований на випуск залізничних рейок, за Карнегі був модернізований і перепрофільований на випуск насамперед листопрокату для броньованих кораблів. У 1880-х роках у зв'язку з розвитком заводу населення Гомстеда значно зросло. Якщо у 1880 році, коли завод розпочав свою роботу, населення міста становило приблизно 2000 осіб, то у 1892 році воно становило вже 12 000 осіб. Приблизно 4000 людей працювало на металургійному заводі.

## Передісторія
1889 року Об'єднана асоціація робітників залізоробної й сталеливарної промисловості, що представляла інтереси робітників Гомстедського металургійного заводу, підписала з керівництвом заводу колективний договір. 1 червня 1892 року строк дії колективного договору спливав і мав бути підписаний новий колективний договір. 1891 року Карнегі вирішив зменшити зарплату на заводі. Це призвело до мітингів, організованих Об'єднаною асоціацією робітників залізоробної й сталеливарної промисловості. Навесні 1892 року компанія поінформувала Асоціацію про те, що збирається за новим колективним договором зменшити зарплату на заводі. Також Корнегі збирався припинити на заводі діяльність будь-яких профспілок.

## Початок конфлікту
Сам Карнегі у квітні 1892 року виїхав з Америки у Шотландію й під час страйку перебував там у своєму розкішному маєтку. Однак, є всі підстави вважати, що він був добре поінформований щодо подій під час страйку.
Наприкінці травня 1892 року керівник заводу Генрі Клей Фрік наказав конторі заводу попередити Асоціацію про зниження заробітної плати за новим колективним договором. Профспілка відмовилася прийняти зниження зарплатні. Наприкінці липня 1892 року Фрік заявив, що через те, що Асоціація відмовилася від вимоги заводу, керівництво компанії не співпрацюватиме з профспілкою та оголосив локаут. У відповідь на нього робітники оголосили страйк. Навколо заводу було встановлено паркан з колючим дротом, для роботи на заводі були залучені штрейкбрехери — робітники, які не були членами профспілки.

## Розвиток подій

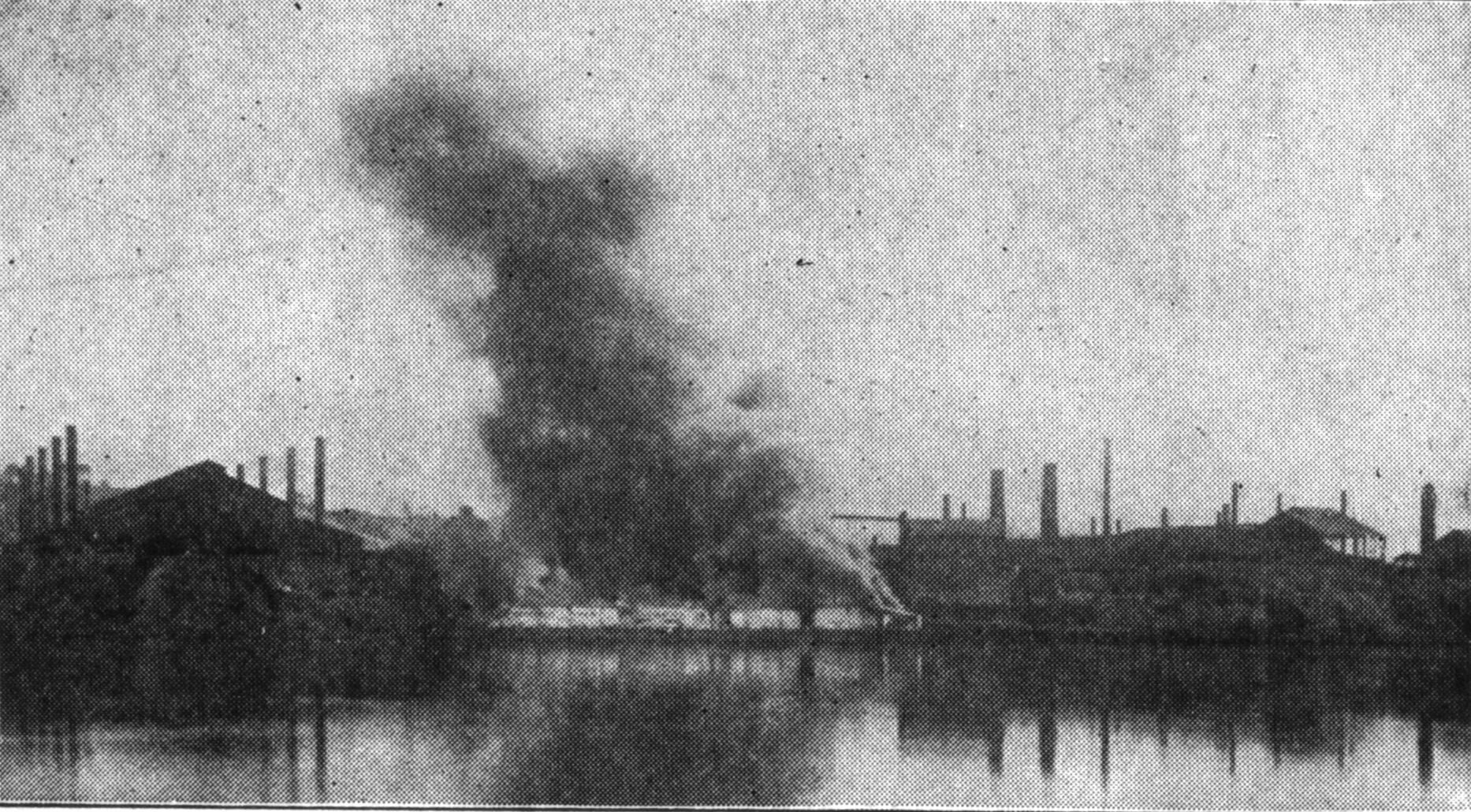
Одна з барж, на якій прибули бійці агенції Пінкертона для протидії робітникам Гомстедського металургійного заводу. Фото.

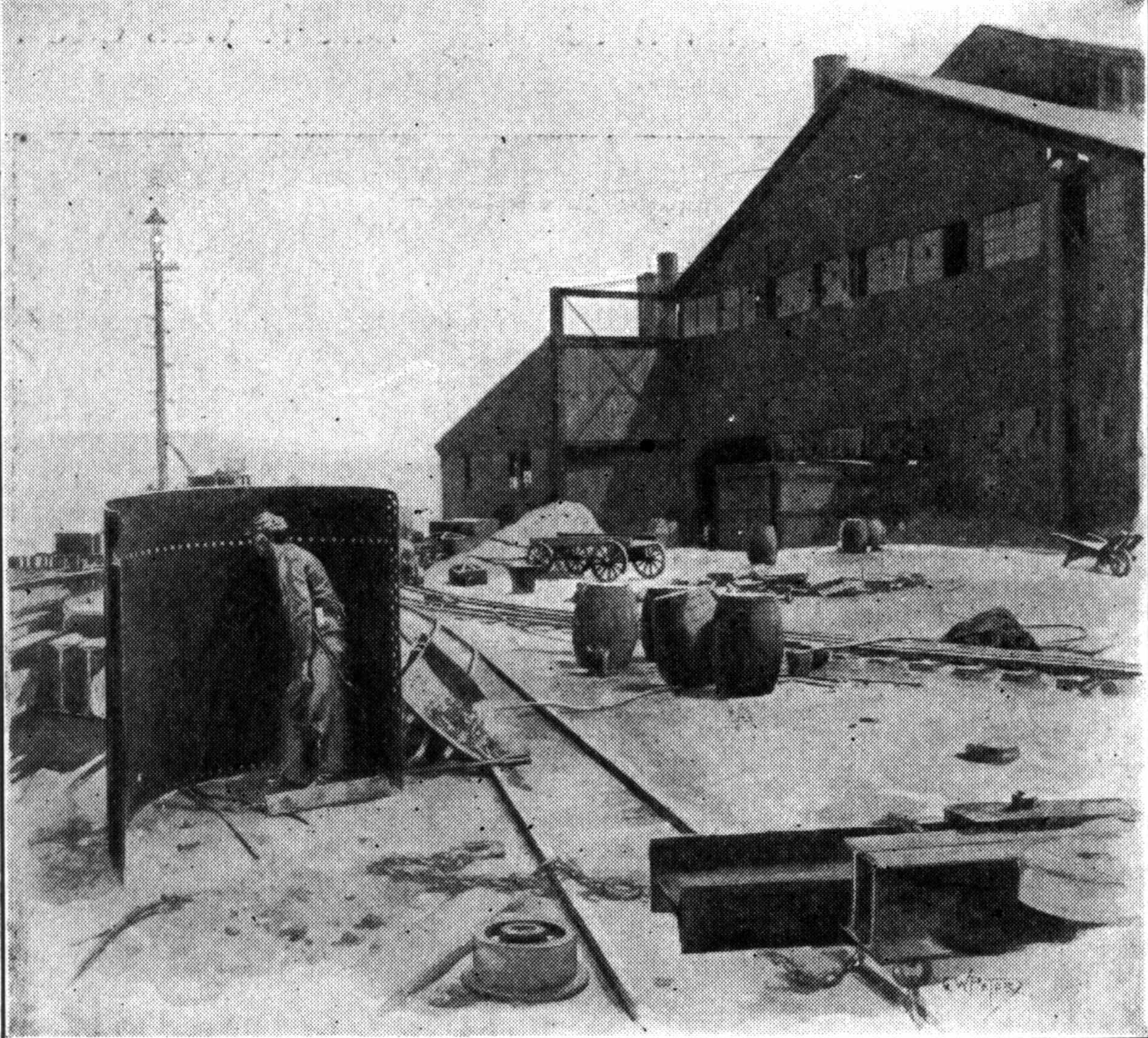
Робітник металургійного заводу під час обстрілу переховується за вальцьованим листом і дивиться на бійців агенції Пінкертона через отвори для нют.

В ніч проти 5 липня 1892 року 300 бійців приватної Детективної Агенції Пінкертона, найнятої керівництвом заводу для боротьби з робітниками, прибули поїздом на захід Пенсильванії, де пересіли на дві баржі й річкою Мононгахіла вирушили до Гомстеда. Вони мали висадитися на берег вночі, непомітно для робітників. Однак, баржі були помічені караулом робітників, які підійняли тривогу й скликали робітників заводу до пристані. Зранку бійці детективної агенції зробили спробу висадитися на берег, однак сотні городян, частина з яких була озброєна рушницями часів громадянської війни, були готові протидіяти цій висадці.
6 липня при спробі бійців-«пінкертонців» висадитися на берег, між ними і робітниками відбувся бій, який не дозволив їм висадитися на берег. Під час бою з обох боків було вбито й поранено кілька осіб. Протягом дня мешканці міста робили спроби атакувати баржі, на поверхню річки біля барж було перекачано нафту з метою в такий спосіб підпалити їх. Надвечір дехто з лідерів профспілки переконав робітників дозволити найманцям здатися.
Для бойовиків-«пінкертонців» зробили коридор, яким їх перевели у місцевий театр, де вони очікували на місцевого шерифа, який мав би їх заарештувати. Під час цього переходу мешканці міста шпурляли у бійців камінням й декого поранили. Втім шериф, що прибув тієї ночі, не заарештував жодного з бійців детективної агенції й відпустив їх.
Профспілки в деяких містах, зокрема в Пітсбурзі й Пітер-Фолсі, оголосили страйки солідарності з робітниками Гомстеда. Однак Американська федерація праці не підтримала страйк у Гомстеді.
Г. Фрік заявив, що керівництво заводу не матиме жодних справ з профспілкою. 12 червня у Гомстед прибула пенсильванська поліція. 22 червня завод відновив роботу, використовуючи штрейкбрехерів.

## Замах на Фріка
Через місяць на Г. Фріка було скоєно замах. До його кабінету в Пітсбурзі з начебто діловим візитом завітав відвідувач. Зайшовши в кабінет Фріка, він двічі вистрелив у нього. Терористом був анархіст з Росії, єврей за походженням, Олександр Беркман, який не мав нічого спільного з робітниками гомстедського заводу й терактом намагався пропагувати свої ідеї анархізму. Фрік не загинув, його було лише поранено. Цей замах було згодом використано, щоб дискредитувати весь робітничий рух Америки.

## Наслідки протистояння
Страйк, що тривав до 20 листопада, виявився безрезультатним. Робітники заводу розпочали працювати. Лідери профспілки були заарештовані, однак не були засуджені.
Карнегі, що повернувся з Шотландії, уникав зустрічей з журналістами. Пізніше він пояснював, що не мав відношення до збройного протистояння у Гомстеді, однак його репутації як доброго роботодавця було завдано удару.